# Kepler-42
Kepler-42 is een ster in het sterrenbeeld Zwaan (Cygnus). De ster is een rode dwerg en heeft drie bevestigde exoplaneten. Door het kleine formaat heeft de ster een lichtkracht van 0,24% vergeleken met de Zon. Hierdoor ligt de bewoonbare zone ook een stuk dichter bij de ster.

## Planetenstelsel
Het planetenstelsel van de ster werd ontdekt door de Kepler-ruimtetelescoop van NASA en bevestigd in 2012. Het Kepler-42 stelsel is het tweede planetenstelsel dat gevonden werd met meerdere planeten kleiner dan de Aarde. Kepler-20 was het eerste planetenstelsel.
| Planeet | Massa    | Halve lange as (AE) | Omlooptijd (dagen) | Excentriciteit | Straal         |
| ------- | -------- | ------------------- | ------------------ | -------------- | -------------- |
| b       | <2,73 M⊕ | 0,0116              | 1,21               | —              | 0,78 ± 0,22 R⊕ |
| c       | <2,06 M⊕ | 0,006               | 0,45               | —              | 0,73 ± 0,22 R⊕ |
| d       | <0,9 M⊕  | 0,0154              | 1,86               | —              | 0,57 ± 0,18 R⊕ |

## Afbeeldingen

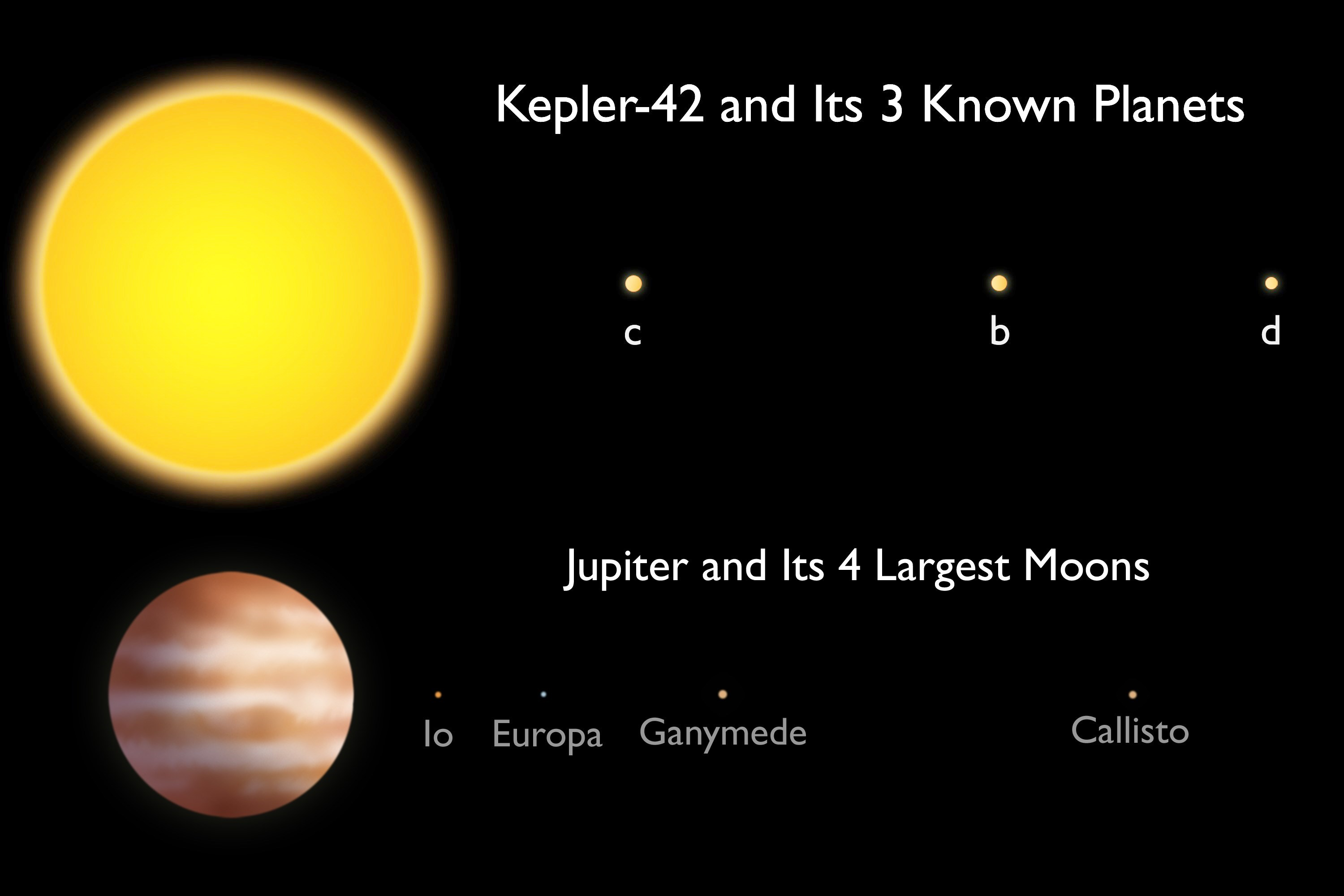
Kepler-42 vergeleken met Jupiter
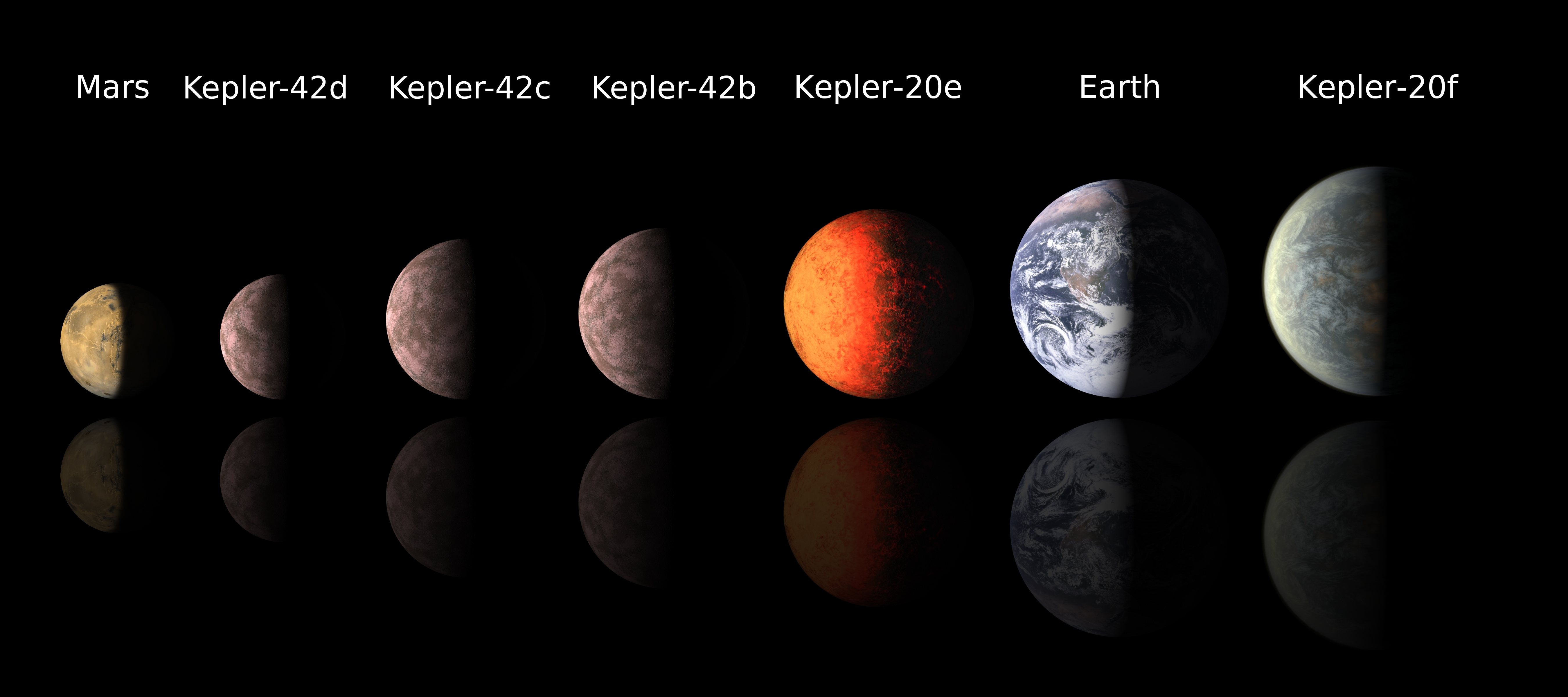
Kepler-42b, c en d vergeleken met de Aarde en Mars